# Jens Friedrich (Politiker)
Jens-Jürgen Friedrich (* 24. Juli 1943) ist ein deutscher Politiker (CDU).

## Leben und Beruf
Friedrich schloss sein Studium 1967 als Diplom-Ingenieur mit der Fachrichtung Technische Chemie ab. Daraufhin war eine einige Jahre bei Sasol in Südafrika als Ingenieur tätig. Nach seiner Rückkehr nach Deutschland war er zunächst technischer Angestellter in der Bundesanstalt für Materialforschung und Verfahrensingenieur in Heidelberg. Danach ging er nach Berlin, wo er die Leitung des Labors bei Eternit übernahm. Später leitete er die Berliner Landessammelstelle zur Behandlung und Beseitigung radioaktiver Abfälle beim Hahn-Meitner-Institut und das Umweltamt des Bezirks Neukölln. Zuletzt führte er die Stabsstelle Planung der BSR.
2005 trat er in den Ruhestand. Seitdem nimmt er viele ehrenamtliche Funktionen wahr, etwa als Schiedsmann und Ausbildungsbegleiter. Er gehört dem Vorstand eines Berliner Umweltzentrums an. Ferner gehört er dem Landesseniorenbeirat an und war von 2011 bis 2019 Vorsitzender der Seniorenvertretung Charlottenburg-Wilmersdorf.
Friedrich ist verheiratet.

## Politik
1985 wurde Friedrich erstmals in die Bezirksverordnetenversammlung in Charlottenburg gewählt. Dort war er Vorsitzender mehrerer Ausschüsse. 1986 wurde er stellvertretender Vorsitzender, 1990 Vorsitzender der CDU-Fraktion. Von Dezember 1994 an war er ein knappes Jahr lang Vorsteher der BVV.
Bei der Wahl 1995 kandidierte er zunächst erfolglos für das Abgeordnetenhaus von Berlin. 1998 rückte er jedoch für den ausgeschiedenen Siegfried Helias ins Parlament nach und gehörte diesem bis zur Wahl 1999 an.
Von 2001 bis 2005 gehörte er erneut der BVV an, nunmehr im neuen Bezirk Charlottenburg-Wilmersdorf. Dort war er Vorsitzender des Ausschusses für Umwelt und Verkehr.